# Gestión de datos

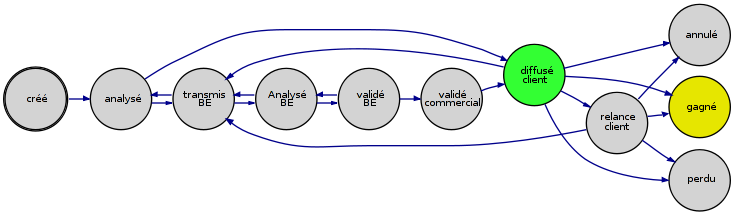
Gestión de datos se compone de todas las disciplinas relacionadas con gestionar los datos como un recurso valioso.

Gestión de datos se compone de todas las disciplinas relacionadas con gestionar los datos como un recurso valioso. La definición oficial suministrada por DAMA es que "La Gestión de Recursos de Datos es el desarrollo y ejecución de arquitecturas, políticas, prácticas y procedimientos que gestionan apropiadamente las necesidades del ciclo de vida completo de los datos de una empresa". Esta definición es suficientemente amplia y abarca un número de profesiones que pueden no tener contacto técnico directo con aspectos de bajo nivel de la gestión de datos, tales como la gestión de una Base de datos relacional.
Los asuntos incluidos en la gestión de datos son:
- Modelado de datos
- Limpieza de datos
- Administración de base de datos
- Almacén de datos
- Migración de datos
- Minería de datos
- Calidad de datos
- Seguridad de datos
- Gestión de meta-datos (repositorios de datos, y su gestión)
- Arquitectura de datos